# Беганский, Михаил Павлович
Михаил Павлович Бега́нский (р. 1934) — Герой Социалистического Труда (1973).

## Биография
Родился 5 апреля 1934 года в Узгорске (ныне Славгородский район (Могилёвская область), Беларусь). С 1958 года — тракторист Славгородской РТС, совхоза «Железинский» (с 1959 года — совхоз имени С. М. Кирова) Славгородского района, с 1962 года — звеньевой механизированного звена по выращиванию картофеля. Депутат ВС БССР (1971—1975).

## Награды и премии
- Герой Социалистического Труда (1973) — за успехи в увеличении производства и заготовок картофеля[1].
- Государственная премия СССР (1981) — «за освоение и внедрение прогрессивной технологии, комплексной механизации при возделывании технических, овощных культур, картофеля и хлопка, получение высоких и устойчивых урожаев».